# باك تو ذا فيوتشر (لعبة فيديو 1989)
باك تو ذا فيوتشر (بالإنجليزية: Back to the Future)‏، هي الجزء الثاني من سلاسل ألعاب الفيديو، من تطوير ستوديو كروم ستوديوز ملبورن الأسترالية، ومن نشر شركة إل جاي إن الأمريكية سنة 1989م، حيث تعمل لنظام لعبة فيديو الحصرية نينتندو إنترتينمنت سيستم، وهي مستوحاة من الفيلم الأمريكي الشهير العودة إلى المستقبل.